# Château de Fresnay-sur-Sarthe
Le château de Fresnay est un édifice historique situé à Fresnay-sur-Sarthe, dans l'ancienne province du Maine, en France.

## Localisation
Le monument est situé dans le département français de la Sarthe, sur la rive gauche de la Sarthe, à l'ouest du bourg de Fresnay-sur-Sarthe.

## Architecture
Les vestiges du château sont inscrits depuis le 9 décembre 1926.